# Kallnach
Kallnach (tiếng Pháp: Chouchignies) là một đô thị ở huyện Aarberg in the bang Bern ở Thụy Sĩ. Đô thị này có diện tích 10,66 km², dân số năm 2005 là 1522 người.